# 뚝섬 부영호텔
뚝섬 부영호텔(영어: Ttukseom Buyeong Hotel)는 대한민국 서울특별시 성동구 성수동1가에 공사중인 초고층 호텔이다. 2009년부터 계획이 시작되었고 2016년에 47층 3개동을 지을 계획이 있었지만 2017년에는 49층 1개동을 지을 계획하면서 추진중이다.

## 같이 보기
- 대한민국의 마천루 목록
- 대한민국의 호텔 목록
- 서울특별시의 마천루 목록